# Paco Chaparro
Francisco Chaparro Jara, besser bekannt als Paco Chaparro (* 30. November 1942 in Sevilla), ist ein spanischer Fußballtrainer, der zur Zeit Betis Sevilla in der spanischen Primera División trainiert. Bevor er zur 2. Mannschaft von Betis Sevilla kam, trainierte er mehrere andalusische Vereine.
In der Saison 2006/2007 trainierte er die erste Mannschaft von Betis nur ein einziges Mal, am letzten Spieltag gegen Racing Santander – nachdem Luis Fernández als Trainer entlassen worden war. Durch zwei Tore von Betis-Stürmer Edu wurde die Klasse gehalten und Chaparro rückte wieder ins zweite Glied zurück. Nur eine Woche später stieg er mit der zweiten Mannschaft in die Segunda División B, die dritte spanische Liga, auf.
In der Saison 2007/2008 ersetzte Paco Chapparo seinen Vorgänger Héctor Cúper bei Betis Sevilla. Ursprünglich lief sein Vertrag bis Saisonende, doch nach der Saison einigte man sich auf eine weitere Zusammenarbeit. Am 7. April 2009 wurde Chaparro entlassen. Er ist seitdem vereinslos.

## Vereine
- Écija CF
- Granada CF
- 1997–1998 Isla Cristina
- 2004–2005 Deportivo Xerez
- 2005–2006 Betis Sevilla B
- 2006–2007 Betis Sevilla/Betis Sevilla B
- 2007–2009 Betis Sevilla